# Ибрахим Айхан
Ибрахим Айхан (на турски: İbrahim Ayhan) е турски политик от кюрдски етнически произход. Независим депутат в парламента на Турция, излъчен от вилает Шанлъурфа.

## Биография
Ибрахим Айхан е роден на 2 октомври 1968 г. в град Сиверек, вилает Шанлъурфа, Турция. Завършва висшето си образование в град Ван.
На 5 октомври 2010 г. е арестуван при разследване от правителството на Турция на кюрдския конфедеративен – Съюз на общностите в Кюрдистан, при което той обжалва пред Конституционния съд, като твърди, че законно разрешеното време за задържане е превишено. На 3 януари 2014 г. е освободен заедно с депутата от Мардин – Гюлсер Йълдъръм.